# 도구와 기계의 원리
도구와 기계의 원리(The Way Things Work)는 1988년 데이비드 맥컬레이가 그리고 넬 아들리 (Neil Ardley)가 기술적인 글을 쓴 어린이용 책이다. 이 책은 누구나 일상에서 만나는 기계들을 다루고 있으며, 간단한 지레와 기어에서부터 자동 변속기, 그리고 최근 판에서 들어서는 컴퓨터와 터치스크린, 그리고 스마트폰 등을 다루고 있다. 도구와 기계의 원리의 다이어그램은 정보를 전달하면서도 재미있으며, 그리고 또한 매머드의 일상에서의 역할(가상)을 그려놓고 있다. 나중에 이 책을 기반으로 한 단편 TV 애니메이션과 인터렉티브 CD 롬, 그리고 보드게임이 출간되었다.
대한민국에서는 3가지 판이 모두 출간되었으며, 처음 판본은 현재는 한국출판문화산업진흥원 아래가 된 간행물윤리위에서 1993년 청소년권장도서로 선정된적이 있었으며. 알아두면 쓸데없는 신비한 잡학사전에 이 책이 추천되어 한때 붐이 일었던 적이 있었다

## 개정판

### The Way Things Work
진선출판사에서 나온 책이 이 판을 기반으로 하였다.

### The New Way Things Work
서울문화사 버전이며, 제목은 변하지 않았다. 영어판본으론 1998년 10월 26일날 출판되었으며, 컴퓨터와 디지털 기술들이 추가되었다.

### The Way Things Work Now
크래들에서 나온 판본이며, "도구와 기계의 원리 Now" 란 제목으로 출간되었다. 2016년 10월 처음 출판되었으며, 1998년 판본을 약간 개정하였다.

## 출간 역사
- Houghton Mifflin, 1988. ISBN 0-395-42857-2 - The Way Things Work
  - 진선출판사, 1993. ISBN 89-7221-044-7, 한국어 판본 (합본)
  - 진선출판사, 1997. ISBN 89-7221-171-0 개정판
- Houghton Mifflin, 1998. ISBN 0-395-93847-3 - The New Way Things Work
  - 서울문화사, 2002, ISBN 89-532-9551-3
- Dorling Kindersley, 2004. ISBN 1-4053-0238-0 - The Way Things Work Now
  - 크래들, 2016, ISBN 979-11-957480-1-3